# José Vilhena
Pour les articles homonymes, voir Vilhena.
Ne pas confondre avec le joueur de basket-ball José Vilhena.
José Alfredo de Vilhena Rodrigues, né le 7 juillet 1927 à Figueira de Castelo Rodrigo et mort le 3 octobre 2015 à Lisbonne,, est un écrivain, peintre, dessinateur et humoriste portugais dont le travail a marqué plusieurs générations de portugais.

## Œuvres
- História da Pulhice Humana
- Grande Enciclopédia Vilhena, de décembre 1972 à avril 1974
- Grande Enciclopédia Vilhena, 6 fascicules de décembre 1972 a avril 1974
- Filho da Mãe
- A Grande Gaita, 1973
- Jesus Cristo Super Star, 1974
- Revista Gaiola Aberta, avril 1974 à décembre 1976
- O beijo: como aperitivo para outras comidas, Lisbonne, Dom Quixote, 2005